# 쓰쿠시노역
쓰쿠시노역(일본어: つくし野駅)은 일본 도쿄도 마치다시에 있는 도쿄 급행 전철의 역이다. 역 번호는 DT23이다.
역 관리 업무는 당역부터 쓰키미노 역까지 각역을 도큐 전철의 자회사인 도큐 레일 웨이 서비스가 갖고 있다.

## 역사
- 1968년 4월 1일: 영업 개시.
- 1972년 4월 1일: 당역부터 스즈카케다이 역까지 연장됨에 따라 열차 진행을 위해 2면 2선화 됨.
- 1976년 10월 15일: 스즈카케다이 역 ~ 쓰키미노 역 연장 개통에 따라, 나가쓰타 역에서 쓰키미노 역까지 복선화 됨.

## 역 구조
상대식 승강장 2면 2선의 지상역이다.

### 승강장
| 번호 | 노선        | 방향 | 행선                                                                |
| ---- | ----------- | ---- | ------------------------------------------------------------------- |
| 1    | 덴엔토시 선 | 하행 | 주오린칸 방면                                                       |
| 2    | 덴엔토시 선 | 상행 | 후타코타마가와・시부야・ 한조몬 선 오시아게・ 도부 선 가스카베 방면 |

## 역 주변
역전에는 도큐 스토어・드러그스토어・요코하마 은행 등이 있으며 나가쓰타 검차구와도 가깝다.
개통 초기부터 도큐가 주택지로 개발한 곳이다.
- 쓰쿠시노 커뮤니티 센터
- 마치다 시 쓰쿠시노 초등학교
- 모리무라 학원
- 마치다 쓰쿠시노 우체국
- 나가쓰타 검차구
- 쓰쿠시노 토큐 스토아
- 와세다 아카데미 쓰쿠시노교

## 인접역
| 도쿄 급행 전철 덴엔토시 선 | 도쿄 급행 전철 덴엔토시 선 | 도쿄 급행 전철 덴엔토시 선      |
| -------------------------- | -------------------------- | ------------------------------- |
| DT22 나가쓰타 시부야 방면  | ■ 각역정차                 | 스즈카케다이 DT24 주오린칸 방면 |